# Spädgrisdiarré
Spädgrisdiarré är en sjukdom som drabbar smågrisar under de allra första levnadsdagarna. Djuret får diarréer med vätskeförluster och försämrat allmäntillstånd som följd. Tillståndet kan vara livshotande och behandling med antibiotika och vätska är oftast nödvändigt.
I Sverige anses de viktigaste orsakerna vara varianter av bakterierna E. coli eller av Clostridium perfringens typ C. De fall som orsakas av den senare är anmälningspliktig (smittsam tarmbrand). I många andra länder förekommer även flera virus som kan orsaka livshotande diarréer hos späda grisar.
Det finns även ett samband mellan spädgrisdiarré och tunntarmskolonisation av bakterien Enterococcus hirae.